# Coeliccia svihleri
Coeliccia svihleri – gatunek ważki z rodziny pióronogowatych (Platycnemididae).